# Lingadevarahalli, Tiptur
Lingadevarahalli là một làng thuộc tehsil Tiptur, huyện Tumkur, bang Karnataka, Ấn Độ.